# Nitroaspirina
La nitroaspirina o NCX-4016 è una molecola organica appartenente alla classe dei COX-inibitori a rilascio di monossido di azoto, composti ad azione antinfiammatoria affini ai FANS. La NCX-4016 non è l'unica nitroaspirina esistente e da un punto di vista strutturale non rappresenta la molecola "capostipite" della classe a cui appartiene, il nome di "nitroaspirina" attribuitogli deriva dal fatto che è stata la molecola oggetto di maggiore studio ed interesse della sottoclasse di appartenenza. Come tutte le nitroaspirine la NCX-4016 in vivo si decompone liberando monossido di azoto ad azione gastroprotettiva ed acido acetilsalicilico nella sua forma farmacologicamente attiva.